# Novi Dulići
Novi Dulići är en ort i Bosnien och Hercegovina.   Den ligger i entiteten Republika Srpska, i den södra delen av landet, 90 km söder om huvudstaden Sarajevo. Novi Dulići ligger 979 meter över havet och antalet invånare är 145.
Terrängen runt Novi Dulići är huvudsakligen kuperad, men åt nordväst är den platt. Runt Novi Dulići är det ganska tätbefolkat, med 62 invånare per kvadratkilometer.. Närmaste större samhälle är Gacko, 13,2 km norr om Novi Dulići. 
Trakten runt Novi Dulići består till största delen av jordbruksmark.